# 蓝华德堂

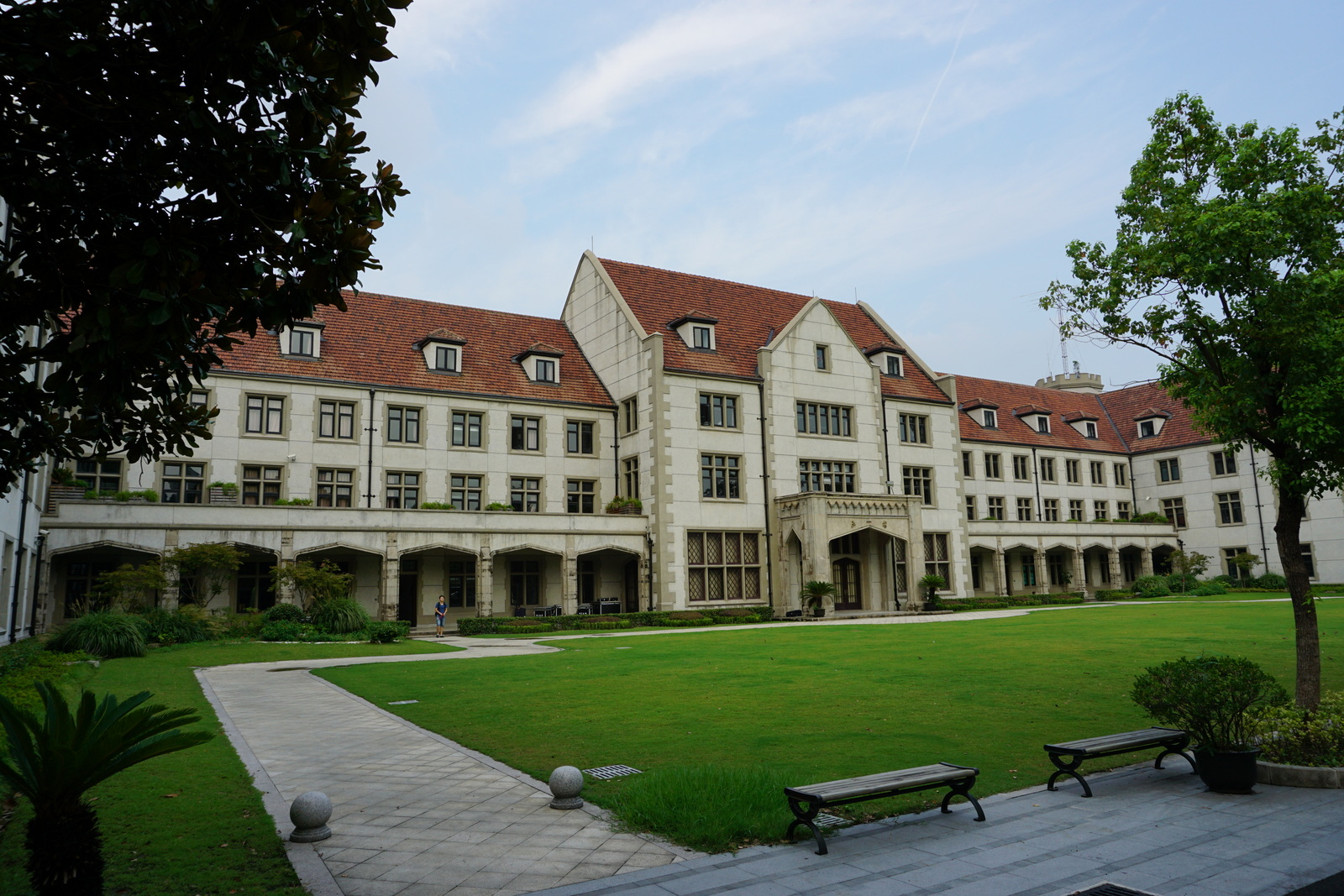
五一楼

蓝华德堂（中西女塾社交堂、海涵堂，Social Hall）现名五一楼，是中西女中（今上海市第三女子中学）的宿舍大楼，位于上海公共租界西区越界筑路忆定盘路（今上海市长宁区江苏路）155号。它位于大草坪东侧，景莲堂以东。由美国监理会（南方卫理公会）信徒募捐建造，委托匈牙利建筑师邬达克设计于1921年，1922年建成。

## 历史
1917年，中西女塾搬离市中心区的西藏路原址，迁入西郊忆定盘路的经家花园。

## 建筑
该建筑保存完好，属于美国学院派哥特复兴式建筑风格，与景莲堂相似，南北对称，平面呈工字形或马蹄形。建筑面积8.8万平方英尺（8114平方米），高四层，双坡硬山红瓦屋顶，屋顶上开22个老虎窗。底楼中部的小礼堂称为『海涵堂』，设有250个座位。礼堂两侧的楼梯通向宿舍区，可容纳450名住宿生。
中西女中已列为上海市第二批优秀历史建筑。